# Comuna Braiilivka, Nova Ușîțea
Braiilivka (în ucraineană Браїлівка) este o comună în raionul Nova Ușîțea, regiunea Hmelnîțkîi, Ucraina, formată din satele Braiilivka (reședința), Ivanivka și Țivkivți.

## Demografie
Componența lingvistică a comunei Braiilivka
     Ucraineană (99%)
     Alte limbi (1,01%)
Conform recensământului din 2001, majoritatea populației comunei Braiilivka era vorbitoare de ucraineană (99%), existând în minoritate și vorbitori de alte limbi.